# لاوان
جزیرهٔ لاوان یکی از جزایر استان هرمزگان در خلیج‌فارس است.
لاوان از توابع دهستان لاوان در بخش کیش شهرستان بندر لنگه است و در مقابل منطقهٔ گاوبندی (پارسیان) و شیبکوه قرار دارد ولی به منطقهٔ شیبکوه نزدیک‌تر است.
این جزیره از شمال‌شرقی به بندر مقام و از شرق به جزیرهٔ شیدور (شتور) منتهی می‌شود و در ۲۸ کیلومتری غربی ساحل نخیلوه در آب‌های خلیج‌فارس واقع شده است.
طول این جزیره ۲۳/۵ و عرض آن حداکثر ۴/۸ کیلومتر و مساحت آن ۸۱ کیلومتر مربع است و از سمت باختر رو به خاور کشیده شده است. جزیرهٔ لاوان پس از جزایر قشم و کیش، بزرگ‌ترین جزیرهٔ ایرانی در آب‌های خلیج‌فارس است.
فاصلهٔ این جزیره تا بندر عسلویه ۱۱۷ کیلومتر و تا بندر لنگه ۱۴۷ کیلومتر است.
این جزیره از دیرباز به دلیل آنکه قطب صید مروارید بوده به نام مروارید پنهان خلیج‌فارس شناخته شده است، که البته در حال حاضر به دلیل وجود نفت جولانگاه مهندسان داخلی در صنعت نفت است. لاوان علی‌رغم جاذبه‌های زیست‌محیطی از امکانات چندانی برخوردار نیست و با توجه به دما و رطوبت بالا در جزیره زندگی تا حدودی سخت و طاقت‌فرسا می‌گردد.

## مردم‌شناسی
تعداد معدودی از اهالی جزیره از دیر باز در تابستان به صید مروارید می‌پرداخته‌اند که دیگر کمتر نشانی از آن یافت می‌شود. شغل اساسی مردم جزیره در حال حاضر ماهی‌گیری است ولی در سال‌های اخیر گرایش مردم روستا به کار کردن در شرکت نفت رواج یافته است.
نژاد بومیان لاوان عرب و از قبیله بنی حماد هست و اعراب به آن جزیرة شیخ شعیب می‌گویند.
این جزیره دارای مسجد، حسینیه، برق، آب لوله‌کشی، آب‌انبار، برکه، دبستان و راهنمایی و دبیرستان است.

## جمعیت
جمعیت جزیرهٔ لاوان در سال ۱۳۹۵ برابر با ۱٬۲۱۴ نفر بوده است که بیشتر آنان از نژاد عرب و از اهل سنت پیروان امام محمد ادریس شافعی هستند. مردم به زبان‌های عربی و فارسی تکلم می‌کنند.

## حیات وحش
در این جزیره حدوداً یکصد و پنجاه راس جبیر که نوعی آهو است یافت می‌شود. همچنین تعداد زیادی گوسفند وحشی در سراسر جزیره پراکنده شده است که از میان گوسفندان اهلی ساکنان جزیره به دامان طبیعت فرار کرده‌اند. جزیره از اواسط اسفند تا اوایل مرداد ماه محل تخم‌گذاری چندگونه لاک‌پشت دریایی از جمله پوزه عقابی و سبز نیز هست.

## نفت
ذخایر نفت آب‌های نزدیک جزیره لاوان بسیار قابل توجه است، در حال حاضر صنایع جزیره منحصر به تأسیسات نفتی است که به نام «پالایشگاه لاوان» فعالیت است.

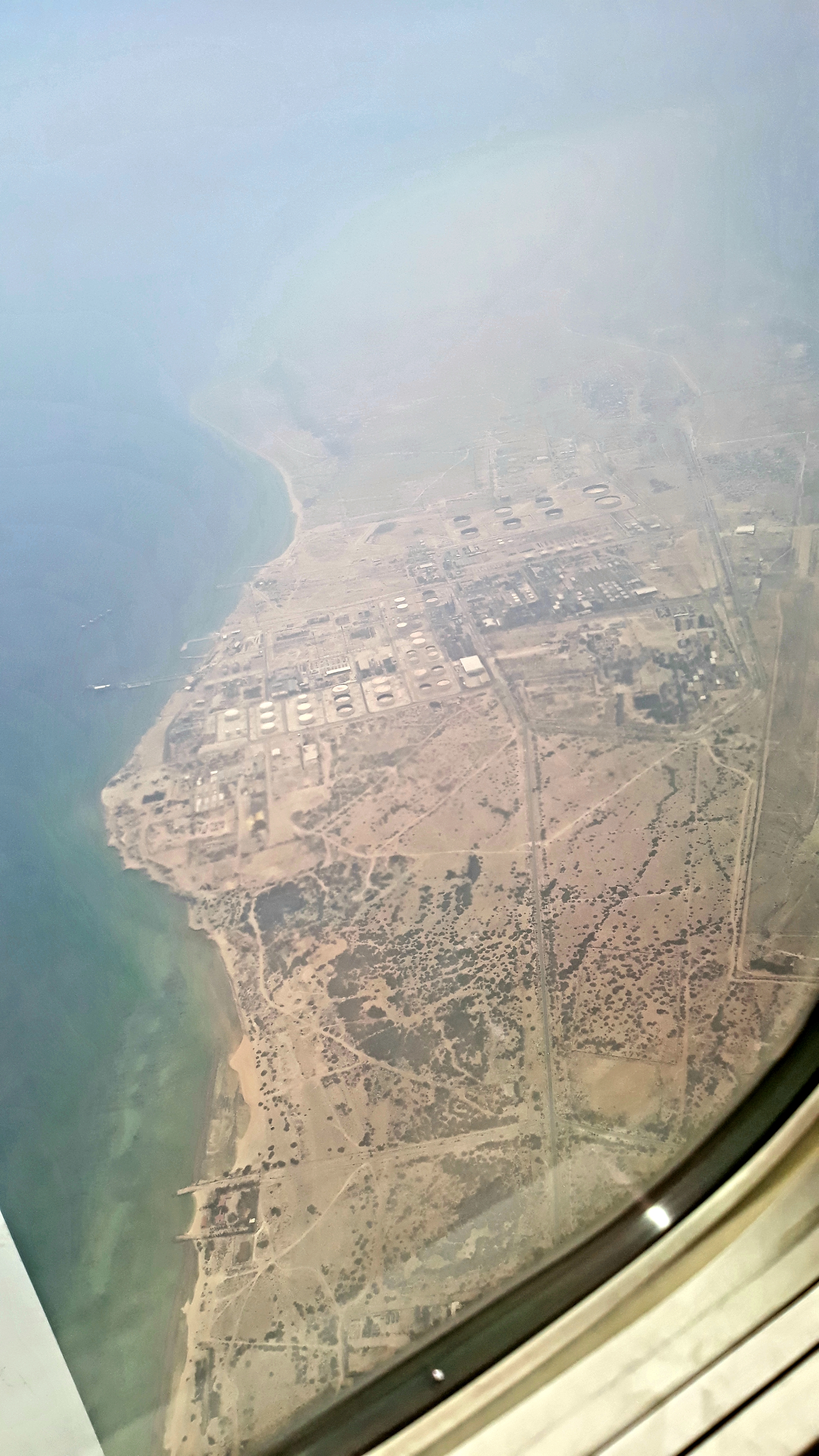
نمای هوایی تأسیسات نفتی لاوان

شرکت نفت فلات قاره ایران به‌عنوان بزرگ‌ترین شرکت تولیدکننده نفت دریایی (Offshore) ایران، چند سکوی استخراج و بهره‌برداری نفتی از جمله سکوی سلمان، سکوی بلال، سکوی رسالت (مشهور به R۱) و سکوی رشادت (مشهور به R۴) در نزدیکی جزیره دارد که رفت‌وآمد به این سکوها با بالگرد و کشتی انجام می‌شود. همچنین این منطقه دارای یک سکوی گازی در نزدیکی سکوی سلمان نفتی نیز می‌باشد.

## سازمان منطقه ویژه اقتصادی لاوان
سازمان منطقه ویژه اقتصادی لاوان مسئول توسعه امکانات جزیره لاوان است. این سازمان زیرنظر شرکت ملی نفت ایران فعالیت می‌کند. محورهای توسعه لاوان در سه حوزه اقتصاد انرژی، آبخیزداری و شیلات صورت می‌گیرد. مدیریت جدید سازمان منطقه ویژه اقتصادی لاوان قصد دارد با محوریت قرار دادن توسعه پایدار و رعایت اصول زیست‌محیطی اولین دهکده سبز ایران را در جزیره لاوان احداث نماید. بر این اساس در این دهکده سبز با وجود دسترسی به منابع ارزان قیمت و سهل الوصول نفتی و گازی جزیره از منابع انرژی تجدیدپذیر باد و خورشید استفاده خواهد شد و همچنین در ساخت بناهای جدید از معماری سازگار با طبیعت مناطق گرمسیری و بر اساس معماری بومی هرمزگان بهره‌گیری خواهد شد.